# Irena Kusnezow
Irena Kusnezow (auch Irena Kuznezow, hebräisch אירנה קוזנצוב, englische Transkription Irena Kuznetsov; * 24. April 2002 in Chadera) ist eine israelische Fußballspielerin. Sie ist seit dem Jahr 2020 A-Nationalspielerin ihres Landes.

## Karriere

### Vereine
Irena Kusnezows Eltern waren aus der Ukraine bzw. aus Russland nach Israel eingewandert. Sie spielte von 2012 bis 2016 64 Mal (1 Tor) für die Jugendmannschaft von Maccabi Kishronot Hadera FC, bevor sie zur Akademie des Wingate-Instituts wechselte. Während der dreijährigen Zugehörigkeit kam sie für deren Team in 45 Punktspielen, für Maccabi Kishronot Hadera FC in 23 Punktspielen zum Einsatz und erzielte für den Verein zwölf Tore.
Kusnezow gehörte zuletzt dem in der Stadt Emek Chefer ansässigen Verein Maccabi Emek Hefer an, bevor sie nach Zypern gelangte, für die Frauenfußballmannschaft von AEL Limassol spielte – jedoch nur drei Monate lang. Nach Israel an ihren Geburtsort zurückgekehrt, spielte sie in der Rückrunde der Saison 2020/21 für Maccabi Kishronot Hadera FC. Ein zum 1. Juli 2021 erfolgter Vereinswechsel führte sie zum FC Ramat haScharon, für den sie in der Ligat Nashim, der höchsten Spielklasse im israelischen Frauenfußball, in zehn Punktspielen eingesetzt wurde.
Mit Jahresbeginn 2022 wurde sie vom Bundesligisten 1. FFC Turbine Potsdam verpflichtet. Ihr Bundesligadebüt gab sie am 6. März 2022 (15. Spieltag) beim 5:0-Sieg im Auswärtsspiel gegen die SGS Essen mit Einwechslung für Merle Barth in der 75. Minute.

### Nationalmannschaft
Kusnezow nahm im Jahr 2018 an einem Förderturnier für Mädchen bis 16 Jahre teil und debütierte als Nationalspielerin für die U16-Nationalmannschaft, die am 30. April in Schefajim das in Freundschaft ausgetragene Länderspiel gegen die U16-Nationalmannschaft Lettlands mit 6:0 gewann, dabei gelang ihr mit dem Treffer zum Endstand in der 66. Minute ihr erstes Länderspieltor. Ein weiteres Länderspiel bestritt sie am 2. Mai an selber Stätte beim 4:3-Sieg über die U16-Nationalmannschaft Montenegros. Für die U17-Nationalmannschaft bestritt sie bereits vom 16. Oktober 2017 bis zum 25. Oktober 2018 sieben Länderspiele.
Am 21. Oktober 2020 debütierte sie in der A-Nationalmannschaft, die im siebten Spiel der EM-Qualifikationsgruppe B mit 0:4 gegen die Nationalmannschaft Dänemarks in Viborg verlor. Vom 19. September 2021 bis zum 6. September 2022 bestritt sie alle zehn Spiele der WM-Qualifikationsgruppe H (auch zweimal gegen die Mannschaft des DFB).
Des Weiteren kam sie in zwei in Freundschaft ausgetragenen Länderspielen gegen die Nationalmannschaft Griechenlands zum Einsatz. Der erste Vergleich wurde am 19. Februar 2022 mit 0:1 verloren, der zweite endete 2:2 unentschieden. In einem weiteren Freundschaftsspiel gegen die Nationalmannschaft Ungarns am 11. April 2023, das mit 0:2 verloren wurde, kam sie ebenfalls zum Einsatz.